# En räddare i nöden
En räddare i nöden är den svenske rapparen Petters sjunde studioalbum. Det utgavs den 7 april 2010. Omslaget är målat av Samuel Fast.

## Låtlista
1. "Fast för evigt"
2. "Livet e en bitch"
3. "Gör min dag" (feat. Magnus Carlson)
4. "Vad vi tänker på" (feat. Niklas von Arnold)
5. "Längesen" (feat. Veronica Maggio)
6. "Vem e stor" (feat. Stor)
7. "U & Me"
8. "Stockholm brinner (inte) igen / Intermezzo"
9. "Hård värld" (feat. Mohammed Ali)
10. "En räddare i nöden" (feat. Niclas von Arnold)
11. "Älskar din stil" (feat. Timbuktu)
12. "Slag under bältet" (Remix) (feat. Natural Bond)